# Кабуто
Кабуто (яп. 兜, 冑) — японский тип шлема.

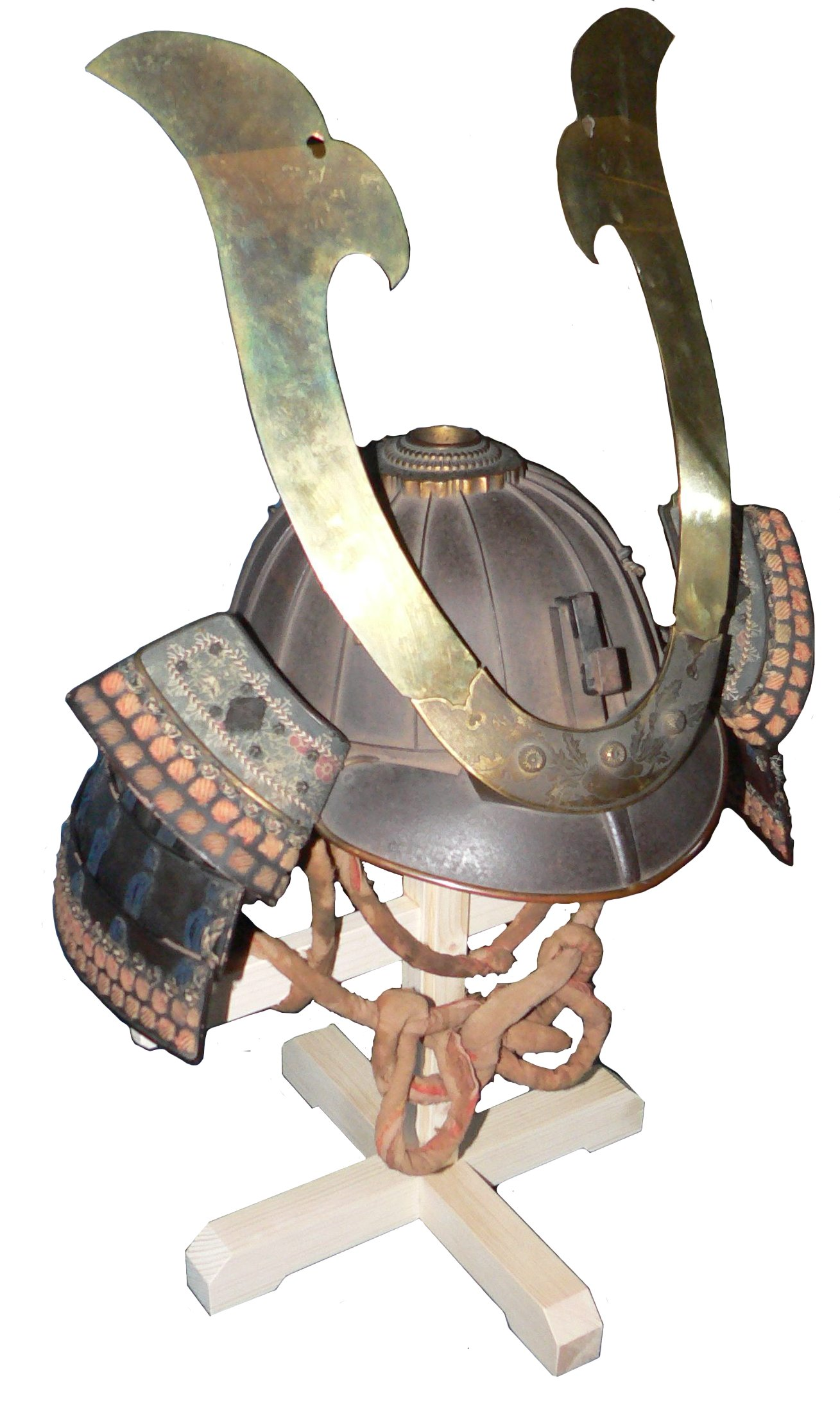
Судзи-кабуто

Имел, как правило, полусферическую форму, с присоединёнными пластинами для защиты шеи. Шлем изготавливался из трёх или более склёпанных металлических пластин, расположенных сверху вниз; либо из кожи, иногда усиленной металлическими пластинами. Элементы защиты шеи (сикоро) — своего рода сегментный назатыльник, сделанный из изогнутых металлических пластин, покрытых лаком, и соединённых шёлковыми или кожаными ремнями. Сикоро закрывало не только затылок, но и уши.

## История
Наиболее ранним типом был шлем сёкаку-цуки-кабуто («шлем бодающийся баран»), носимый вместе с ламинарным доспехом танко (IV—VIII века). Основным элементом его конструкции была идущая спереди назад полоса в виде гребня, которая заканчивалась на лбу в виде клюва. К ней приклёпывались две выгнутые в кольца полосы — верхняя находилась на уровне висков, а нижняя представляла собой венец шлема. Прообразом для такой формы послужил защитный головной убор из бамбуковых побегов, которыми обматывали голову, крепко завязывая концы на лбу. Промежутки между этими тремя пластинами заполняли мелкими прямоугольными (реже — треугольными) пластинками. Через отверстия в венце на кожаные ремни крепилось сикоро из 3—5 железных полос.
Следующим типом был шлем мабидзаси-цуки-кабуто, носимый с ламеллярным доспехом кэйко (V—X век). Его отличало наличие перфорированного горизонтального козырька, отсутствие гребневидной полосы. На макушке находилась круглая пластина, к которой крепилось навершие.
В VIII веке получает распространение сфероконический шлем моко-хатигё, связанный с китайско-монгольским влиянием.

## Кабуто

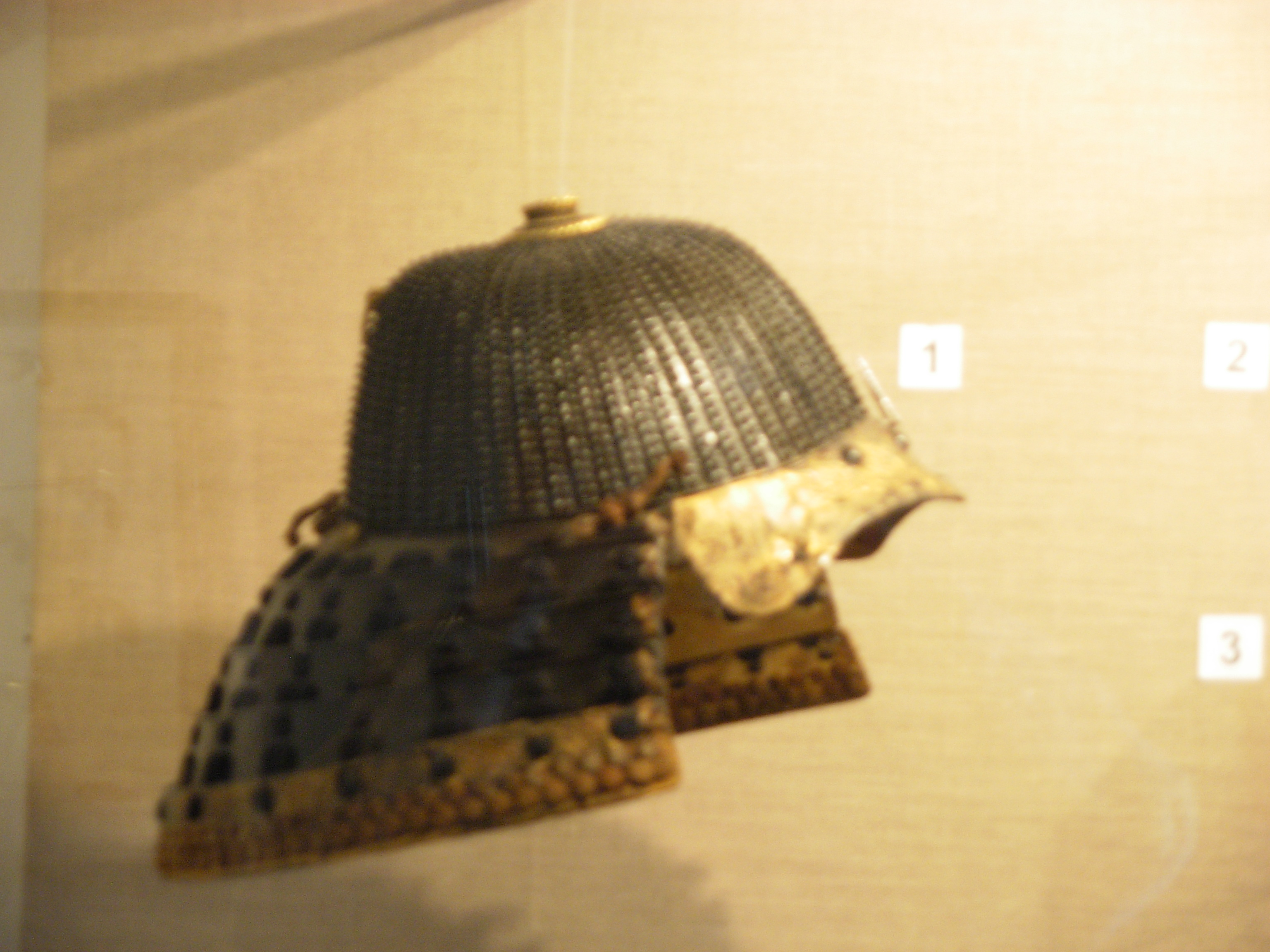
Хоси-кабуто

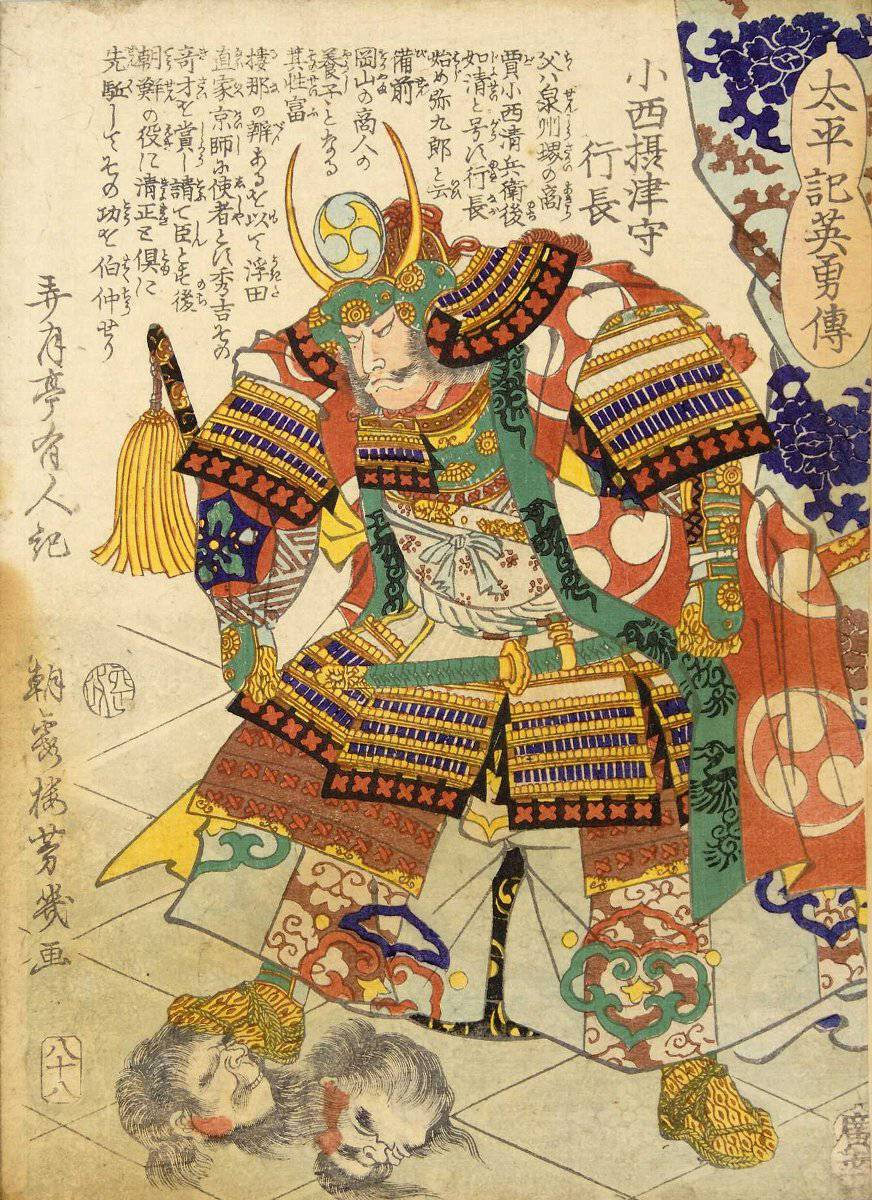
Кониси Юкинага в шлеме с маэдатэ и вакидатэ. Гравюра Утагава Ёсиику, 1867 г.

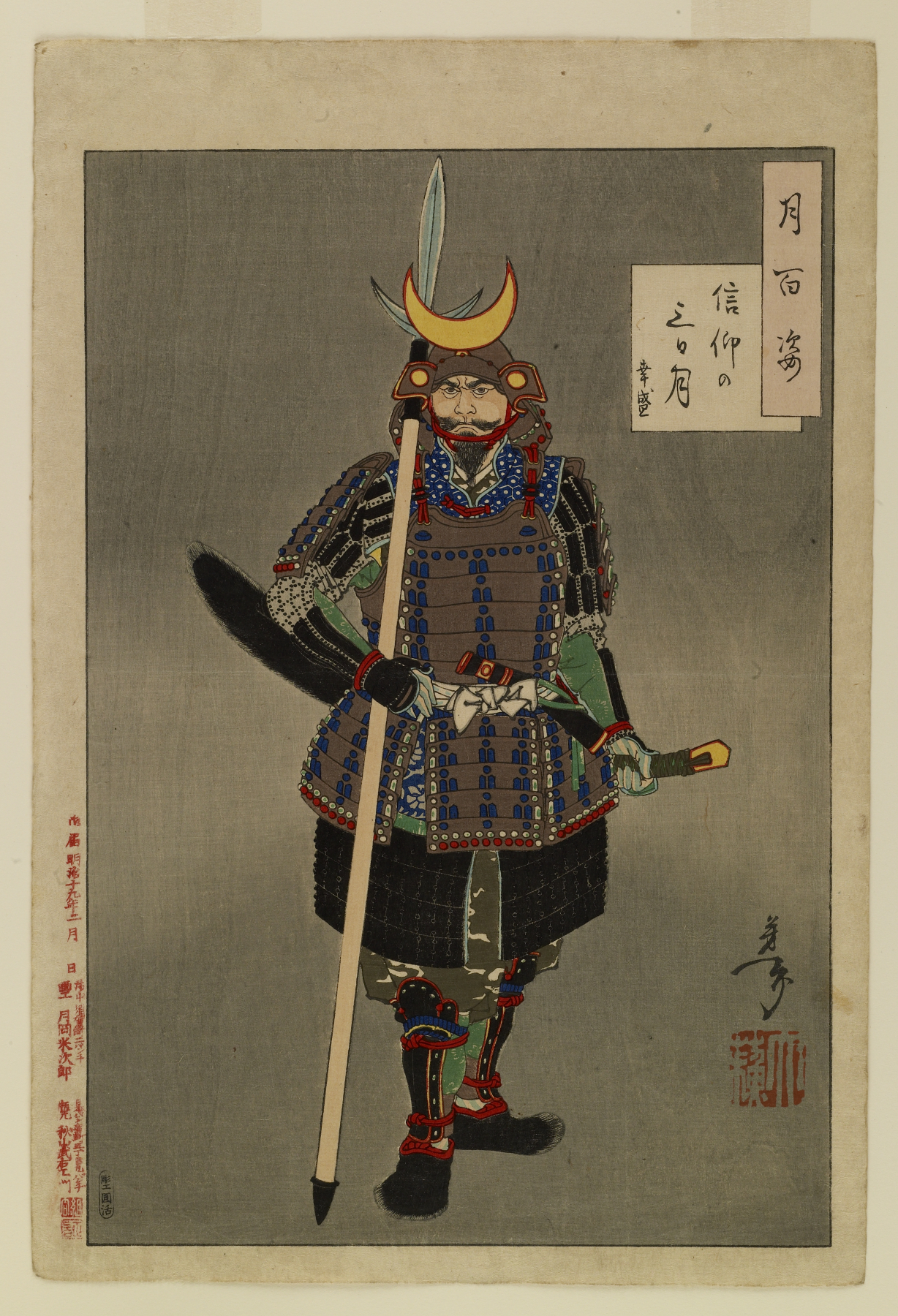
Портрет Яманака Юкимори (1545-1578) в шлеме с маэдатэ. Ксилография Цукиока Ёситоси, 1886 г.

Ранний шлем — хоси-кабуто (яп. 星兜), носимый с доспехами о-ёрой, был с полусферической тульёй, состоящей из 8—12 сегментов, между склёпанных 5—6 декоративными заклёпками. На макушке шлема находилось отверстие тэхэн. Вокруг основания тульи приклёпывалась пластина косимаки. Он сформировался под влиянием шлемов сёкаку-цуки-кабуто и мабидзаси-цуки-кабуто. К периоду Хэйан также относятся не получившие широкого распространения шлемы ити-маи-фусэ-кабуто, тульи которых, возможно, сделаны из одного куска железа. Спереди приклёпывался небольшой, почти вертикальный козырёк. В тулье делалось 2 или 4 отверстия, прикрытых заклёпками, в которые крепились кожаные ремешки, а к ним крепился шёлковый подбородочный шнур. К косимаки крепилось сикоро, состоящее из 5 вертикальных рядов, каждый из которых состоял из 100—138 маленьких пластинок.
С конца XII века кабуто украшались нашлемной фигурой кувагата, обычно в виде плоских «рогов», изготовлявшихся из золота или меди, и служивших для отличия известных воинов. В это же время появляется дайэндзан-бати или мару-бати. Их главной чертой была практически совсем полусферическая форма тульи, отсюда и название. Она состояла из 12—28 пластин. Вдоль заднего края каждой пластины делались небольшие рёбра, значительно усиливающие прочность шлема. Помимо этого они также украшались серебрёнными или золочёнными медными пластинами. С XIII века в качестве подшлемника используют шапочку, пришитую к венцу шлема. К XIV веку на тулью хоси-кабуто уходило уже до 36, и до 15 заклёпок на каждое соединение.
В XV веке размер шлемов увеличивается, а степень декорированности уменьшается. В результате появился новый тип — судзи-кабуто (яп. 筋兜), заклёпки на тулье которого не были видны. Однако были видны рёбра на краях пластин. Козырёк уже не был вертикальным, а находился под некоторым углом. Почти горизонтальным в результате расширения стало сикоро, поэтому под него дополнительно крепилась другая защита, представлявшая собой нашитые на матерчатую основу прямоугольные пластины.
Тогда же широкое распространение получают личины — со-мэн, или мэмпо, нередко имевшие гротескные черты: оскаленный рот с зубами, крючковатый или приплюснутый нос, усы или бороды. Такие маски изготовлялись из железа и покрывались лаком, для защиты горла снизу к ним прикреплялись пластинки тарэ.
В XVI столетии, с ростом численности феодальных армий, кабуто разделяются на 2 типа. Первый, используемый простыми солдатами, состоял из 6, 8, 12 или 16 сегментов; на офицерских шлемах их число составляло 32, 64, 72 или 120, причём столь многосегментные шлемы, по причине ненадёжности, были, скорее всего, небоевыми. Кроме того, полусферическая форма тульи теряет монополию и в значительной мере вытесняется другими формами — преимущественно, асимметричными, с выступающими боковинами.
Нашлемные фигуры становятся более сложными и, как правило, состоят из вакидатэ (боковых рогов) и маэдатэ (центральной фигуры, изображающей солнце или месяц). Наряду с металлическими, широко использовались и деревянные бычьи рога, а также оленьи рога из дерева, оклеенного лакированной бумагой — роккаку. В это же время появляется много нестандартных шлемов — кавари-кабуто, в том числе фигурных, имитировавших головы животных, мифических существ, растений, морских волн и т. п.